# 다카쿠라촌 (미야기현)
다카쿠라촌(高倉村)은 1954년까지 미야기현 시다군의 서부에 있던 촌이다. 현재의 오사키시에 해당한다. 

## 역사
- 1889년 4월 1일 - 정촌제 시행에 수반해 5촌이 합병해 다카쿠라촌이 성립하였다.
- 1954년 10월 1일 - 구리하라군 기요타키촌과 함께 후루카와시에 편입되었다.

## 참고문헌
- 『宮城県町村合併誌』（宮城県地方課、1958）